# Сакхмакх

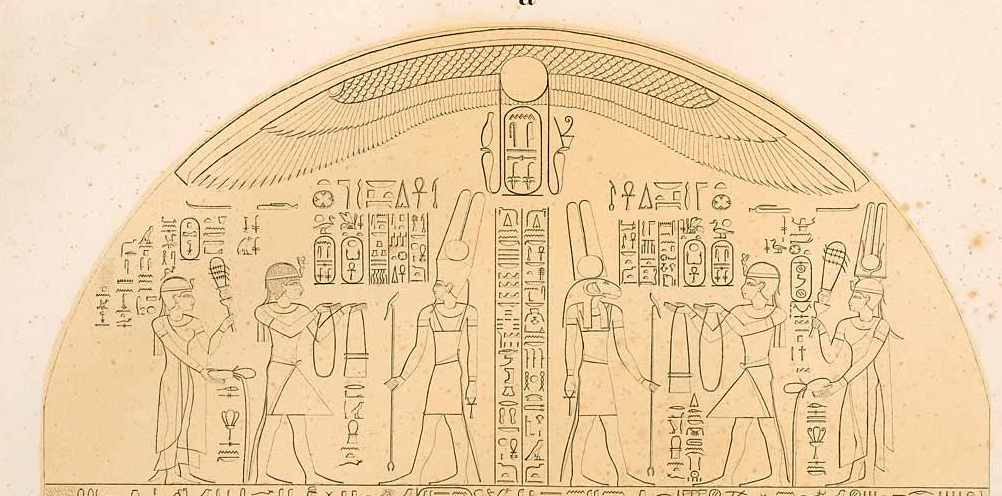
Фараон Настен с королевой-матерью Пелкха (слева) и женой королевой Сакхмакх (справа) на «стеле из Донголы»

Сакхмакх — королева Нубии, жена кушитского фараона Настасена (IV в до н. э.). Имя Сакхмакх присутствует на двух стелах. Во-первых, на погребальной стеле из Джебель-Баркала. Эта стела в древние времена была вывезена со своего места и использована просто как строительный материал. Оригинальное место, где она была установлена, достоверно неизвестно. На этой стеле Сакхмакх именуется титулами: «королевская дочь», «королевская супруга» и «хозяйка Египта».
Стела хранится в Национальном музее Судана в Хартуме, No. 1853. Эта стела плохо сохранилась.
Вторая стела упоминаемая Сакхмакх — большая стела её супруга Настасена, «стела из Донголы», которая изначально была, по-видимому, установлена в храме Амона в Джебель-Баркале. В настоящее время эта стела находится в Берлинском Египетском музее, инв. но. 2268. Гравировка двух стел и начертание на них иероглифов настолько похожи, что учёные считают, что они были сделаны одним мастером (или в одной мастерской).
Родители королевы — неизвестны. Её захоронения точно неизвестно, хотя с определённой долей вероятности пирамида Nuri 56 в Нури указывается исследователями как её место погребения.